# Przykona
Przykona is een dorp in het Poolse woiwodschap Groot-Polen, in het district Turecki. De plaats maakt deel uit van de gemeente Przykona en telt 520 inwoners.